# نوک‌شاخ میندانائو
 نوک‌شاخ میندانائو (نام علمی: Penelopides affinis) نام یک گونه از تیره نوک‌شاخ است.